# Zakouma Nationalpark
Zakouma Nationalpark (arabisk: حديقة زاكوما الوطنية) er en 3.000 km2 stor nationalpark i det sydøstlige Tchad, der grænser op til Guéra-regionen og Salamat-regionen. Zakouma er landets ældste nationalpark, der blev erklæret som nationalpark i 1963 ved præsidentielt dekret, hvilket giver den den højeste form for beskyttelse, der er tilgængelig i henhold til landets love. Det har været forvaltet af den nonprofitorganisation African Parks siden 2010 i samarbejde med Tchads regering.

## Historie
Zakouma er Tchads ældste nationalpark, etableret af landets regering i 1963. Dens dyreliv har været truet af elfenbenshandel og krybskytteri, bl.a. af medlemmer afJanjaweed. I maj 2007 angreb militsstyrker parkens hovedkvarter på jagt efter dets lager af 1,5 tons elfenben, der var blevet beslaglagt fra krybskytter gennem årene, og dræbte tre parkbetjente.
Den tchadiske regering begyndte at samarbejde med African Parks i 2010 omkring arbejdet med at forvalte og beskytte parken og dens dyreliv, især elefanterne. Parkens strategi mod krybskytteri omfatter at udstyre cirka 60 rangere med GPS-sporingsenheder og radioer for at forbedre kommunikation, mobilitet og sikkerhed, samt forbedre mobiliteten ved hjælp af heste og andre køretøjer.  Den Europæiske Union lovede i 2011 6,9 millioner euro, til at hjælpe med at beskytte parken i fem år.
Tchadianerne fejrede parkens halvtredsårs jubilæum i februar 2014, og der afholdtes en ceremoni hvor præsident Idriss Déby deltog, og som omfattede en ceremoniel destruktion af elfenben ved at brænde et ton elefantstødtænder i et bål, for at modvirke krybskytteri.

## Flora og fauna
Zakouma Nationalpark er en del af den sudano-saheliske vegetationszone og har busklandskab, højt græs og akacieskove. I parken vokser bl.a. Combretaceae og Vachellia seyal.
En række store pattedyr er blevet registreret i Zakouma, såsom kapbøffel, afrikansk elefant, kordofangiraf, koantilope, afrikansk leopard og løve. Det anslås, at 60% af de 2.300 kritisk truede kordofangiraffer, der er tilbage i verden, lever i Zakouma Nationalpark.

## Turisme
I 2016 var der mere end 5.000 overnattende i parkens lejre. Tinga Lodge, bygget af regeringen, åbnede i 1968 og huser op til 48 personer. Camp Nomade, en mobil safarilejr, havde sin første gæst den 13. januar 2015.

## Yderligere læsning
- Barnes, R. F. W. (1999). African Elephant Database 1998. International Union for Conservation of Nature. s. 46. ISBN 9782831704920.
- Hammer, Joshua (juli 2014). "The Race to Stop Africa's Elephant Poachers". Smithsonian. ISSN 0037-7333.
- Hicks, Celeste (5. september 2014). "In Chad, elephants make a comeback". Al Jazeera America.
- "Zakouma National Park: A conservation success story". Travel Africa. 18. januar 2016. Arkiveret fra originalen 26. august 2018. Hentet 30. marts 2018.